# Aeroporto Internazionale di Zamboanga
L'aeroporto internazionale di Zamboanga (tagallo: Paliparang Pandaigdig ng Zamboanga) (IATA: ZAM, ICAO: RPMZ) è un aeroporto filippino situato nella penisola di Zamboanga, nella provincia di Zamboanga del Sur, nell'estrema parte occidentale dell'isola di Mindanao. La struttura è dotata di una pista di asfalto e cemento lunga 2610 m, l'altitudine è di 10 m, l'orientamento della pista è RWY 09-27. L'aeroporto è di ingresso e aperto al traffico commerciale internazionale e al traffico militare.